# Richard Hurd
Richard Hurd (Congreve, 13 gennaio 1720 – Hartlebury Castle, 28 maggio 1808) è stato un vescovo anglicano e critico letterario britannico.

## Biografia
Figlio di un contadino, crebbe nella parrocchia di Penkridge e studiò all'Emmanuel College dell'Università di Cambridge, ove ottenne il Bachelor of Arts nel 1739 e il Master of Arts nel 1742, anno in cui fu ordinato diacono. Ordinato sacerdote nel 1744, portò avanti i suoi interessi filologici curando edizioni critiche di opere di Orazio: l'Ars poetica e l'Epistola ad Pisones nel 1749 e l'Epistola ad Augustum nel 1751.
Il suo lavoro come latinista lo portò all'attenzione di William Warburton, grazie al quale divenne predicatore a Whitehall nel 1750. Parallelamente alla carriera ecclesiastica, portò avanti i suoi interessi letterari: Letters on Chivalry and Romance (1762), in particolare, viene considerato un precursore del romanticismo inglese e gli viene attribuito il merito di aver incoraggiato una rivalutazione di testi medievali e rinascimentali.
Nel 1765 sarebbe diventato predicatore del Lincoln's Inn, mentre due anni più tardi fu nominato arcidiacono di Gloucester.
Dopo aver conseguito il titolo di Doctor of Divinity nel 1768, tenne le prime quattro lectio magistralis delle Warburton Lectures, poi pubblicate nel 1772 con il titolo An Introduction to the Study of the Prophecies concerning the Christian Church. Nel 1774 fu nominato vescovo di Lichfield e Coventry, mentre nel 1776 fu scelto come precettore del futuro Giorgio IV e del fratello, Federico Augusto di Hannover. Avrebbe anche cresimato il principe Edoardo e la principessa Augusta. 
Nel 1781 fu traslato a Worcester e nominato Clerk of the Closet; avrebbe mantenuto entrambe la cariche fino alla morte. Grazie alla sua grande popolarità a corte gli fu offerto di diventare arcivescovo di Canterbury nel maggio 1783, ma declinò l'invito. Nel 1888 pubblicò l'opera omnia dell'amico Warburton in sette volumi. Critico di Edward Gibbon e John Locke, si allineò sempre con gli interessi della corona: denunciò pubblicamente la Rivoluzione francese, quella americana e i seguaci di Charles James Fox, mentre diede il suo supporto al Regency Bill del 1789.
Morì ad Hartlebury Castle, che aveva arricchito di una biblioteca con oltre duemila volumi, nel 1808 all'età di 88 anni.